# Jenna Clause
Jenna Clause (Búfalo, Nueva York, Estados Unidos; 20 de febrero de 1999) es una actriz canadiense. Es miembro del Nation Wolf Clan Cayuga de los iroqueses pertenecientes a la Reserva de las Seis Naciones cerca de Brantford, Ontario. Es conocida principalmente por interpretar a Martha Blackburn en la serie de televisión The Wilds.

## Biografía
Clause nació en Búfalo, Nueva York, Estados Unidos y creció en Ontario del Sur, Canadá. Es miembro del Nation Wolf Clan Cayuga de los iroqueses pertenecientes a la Reserva de las Seis Naciones cerca de Brantford, Ontario. Comenzó a estudiar actuación en la School of Dramatic Arts and Imagination Drama School en  Niagara Falls. También jugaba al lacrosse.

## Filmografía
| Año   | Título                             | Papel             | Notas                            |
| ----- | ---------------------------------- | ----------------- | -------------------------------- |
| 2015  | The Bikers                         | Chica 2           | Cortometraje                     |
| 2015  | You're It                          | Patty             |                                  |
| 2015  | The Furies Inside Me               | Linda             |                                  |
| 2017  | In the Beginning was Water and Sky | Tongue Prick Girl | Cortometraje                     |
| 2018  | Cold Brook                         | Estudiante        |                                  |
| 2020– | The Wilds                          | Martha Blackburn  | Uno de los 8 papeles principales |